# Colin Grant
Colin Grant (Bo'ness, 21 luglio 1944) è un ex calciatore e allenatore di calcio scozzese, di ruolo attaccante.

## Carriera

### Calciatore
Proveniente dal Linlithgow Rose, con cui vinse la Scottish Junior Cup, esordisce nell'Hibernian nella stagione 1965-1966 ottenendo il sesto posto finale, a cui segue un quinto l'anno seguente.
Nell'estate 1967 con gli Hibs disputò l'unica edizione del campionato dell'United Soccer Association, lega che poteva fregiarsi del titolo di campionato di Prima Divisione su riconoscimento della FIFA: quell'edizione della Lega fu disputata utilizzando squadre europee e sudamericane in rappresentanza di quelle della USA, che non avevano avuto tempo di riorganizzarsi dopo la scissione che aveva dato vita al campionato concorrente della National Professional Soccer League; gli scozzesi rappresentarono i Toronto City Soccer Club. Gli Hibs, nelle veci del Toronto City non superarono le qualificazioni per i play-off, chiudendo la stagione al terzo posto della Eastern Division.
Nella stagione 1967-1968 ottiene il terzo posto finale, raggiungendo inoltre la semifinale della Coppa delle Fiere 1967-1968.
Chiude la Scottish Division One 1968-1969 al dodicesimo posto, mentre il cammino nella Coppa delle Fiere 1968-1969 si ferma agli ottavi di finale. Raggiunge inoltre la finale della Scottish League Cup 1968-1969, persa contro il Celtic Football Club.
Nella stagione 1969-1970 ottiene il terzo posto finale. La sua permanenza agli Hibs fu segnata da un grave infortunio che nel limitò l'utilizzo.
Lasciati gli Hibs passa agli inglesi del Chelmsford City Football Club, da cui viene prelevato dagli scozzesi del Peterhead dopo che venne notato in azione dall'allora presidente del club Robbie Warrender.

### Allenatore
Nel 1976 diventa l'allenatore del Peterhead, che guiderà per quattro anni. Lasciò poi il calcio per lavorare nell'industria di attrezzature per l'estrazione del petrolio.
Ritornò a lavorare nel mondo del calcio quando entrò nel settore giovanile del Aberdeen. Nell'estate 2014 lascia il ruolo di responsabile degli osservatori del settore giovanile dei Dons.

## Palmarès

### Allenatore

#### Competizioni regionali
- Aberdeenshire Cup: 2

Peterhead: 1976-1977, 1978-1979